# 히가시몬젠역
히가시몬젠역(일본어: 東門前駅)은 가나가와현 가와사키시 가와사키구에 있는 게이힌 급행 전철의 역이다. 역 번호는 KK24이다.

## 역사
- 1925년 8월 15일: 해안 전기궤도의 역으로 개업.
- 1937년 12월 1일: 폐지.
- 1944년 6월 1일: 도쿄 급행 전철의 역으로 개업.
- 1948년 6월 1일: 게이힌 급행 전철의 역이 됨.

## 역 구조
상대식 승강장 2면 2선의 지상역으로 과선교는 없다. 고지마신덴 방향에 구내 건널목을 가진다.
역 아래에 지하도가 있다.

### 승강장
| 번호 | 노선      | 방향 | 행선                 |
| ---- | --------- | ---- | -------------------- |
| 1    | 다이시 선 | 하행 | 고지마신덴 방면      |
| 2    | 다이시 선 | 상행 | 게이큐 가와사키 방면 |

## 역 주변
주변은 주택지이다. 가와사키다이시(히라마 절)는 도보 거리(약 10분)에 있는 가와사키다이시 역의 경우(약 5분)보다 길지만 첫 참배 등의 혼잡 시에는 본 역을 이용하는 이용객들도 보인다.
본 역으로부터 도보 2분 정도의 거리에 국도 제409호선보다 이북 지역에 2005년부터 2010년까지 대규모 아파트 건설이 잇따르면서 정비가 진행되었다.
- 국도 제409호선
- 다이시 공원
- 가와사키 구청 다이시 지소
- 가와사키 시립 히가시몬젠 초등학교
- 가와사키 시립 다이시 초등학교
- 가와사키 다이시 우체국
- 가와사키 쇼와 우체국

## 사진

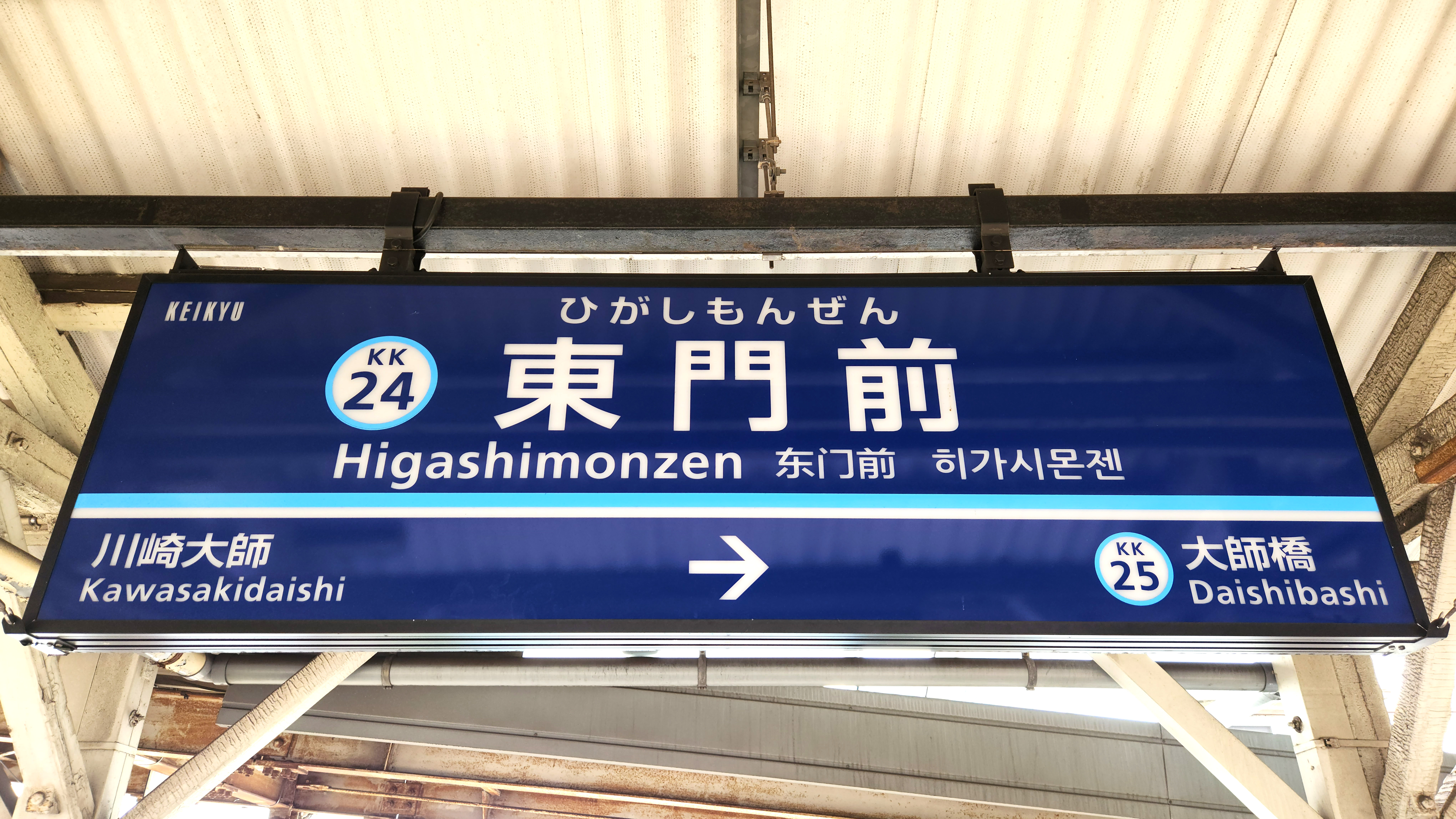
역명판(2023년 8월)

## 인접역
| 게이힌 급행 전철 다이시 선               | 게이힌 급행 전철 다이시 선 | 게이힌 급행 전철 다이시 선      |
| ---------------------------------------- | -------------------------- | ------------------------------- |
| KK23 가와사키다이시 게이큐 가와사키 방면 |                            | 다이시바시 KK25 고지마신덴 방면 |